# Amata

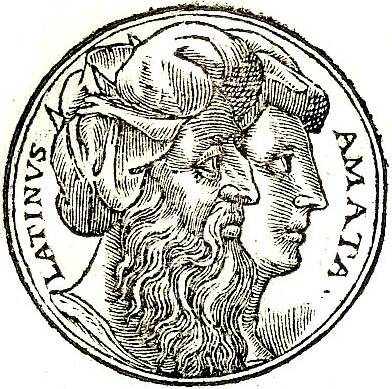
Llatí i Amata. Promptuarii Iconum Insigniorum. 1553.

Amata, segons la mitologia romana, era l'esposa de Llatí i la mare de Lavínia.
Nombrosos pretendents demanaven la mà de Lavínia, i Amata havia escollit el rei dels rútuls, el jove Turn. Però, després de l'arribada d'Eneas, Llatí va decidir atorgar-li a aquest heroi Lavínia com a esposa, Amata va tractar per tots els mitjans d'evitar que un estranger troià s'endugués la noia. Va girar en contra dels troians les dones de Laurèntum. Quan va conèixer la mort de Turn a mans d'Eneas i la victòria dels troians, es va penjar.
A Roma es donava el nom ritual d'Amata a la Vestal quan era consagrada per part del pontífex màxim.